# Сосновая Роща (Вологодская область)
Сосновая Роща — деревня в Сокольском районе Вологодской области.
Входит в состав городского поселения город Кадников, с точки зрения административно-территориального деления — в Кадниковский сельсовет.
Расстояние по автодороге до районного центра Сокола — 13 км, до центра муниципального образования Кадникова — 1 км. Ближайшие населённые пункты — Кадников, Ерденово, Филяево.
По переписи 2002 года население — 377 человек (229 мужчин, 148 женщин). Преобладающая национальность — русские (97 %).